# Светила (мини-сериал)
«Светила» (англ. The Luminaries) — британский мини-сериал от компании BBC с Евой Грин и Ив Хьюсон в главных ролях, экранизация одноимённого романа Элеоноры Каттон. Вышел на экраны в 2020 году.

## Сюжет
Мини-сериал представляет собой экранизацию романа новозеландской писательницы Элеоноры Каттон «Светила». Его действие происходит в Новой Зеландии в эпоху «золотой лихорадки» (1864—1866). Множество людей оказывается вовлечено в цепь таинственных событий, связанных с гибелью одинокого старателя, в хижине которого неожиданно был обнаружен золотой клад.

## В ролях
- Ева Грин — Лидия Уэллс
- Ив Хьюсон — Анна Уэдерелл
- Химеш Патель — Эмери Стейнз
- Мартон Чокаш — Фрэнсис Карвер
- Каллэн Мулвей — Джордж Шеппард
- Эрик Томпсон — Дик Мэннеринг
- Ивен Лесли — Кросби Уэллс
- Майкл Шисби — Уолтер Муди
- Паоло Ротондо — Обер Гасконь
- Ричард Те Аре — Те Рау Таухаре

## Производство и релиз
Британский продюсер Эндрю Вудхед захотел адаптировать для телевидения роман Элеоноры Каттон «Светила» ещё в 2013 году, до того, как книга попала в шорт-лист Букеровской премии. Продюсера, по его словам, заинтересовал «богатый и яркий мир», изображённый в романе. Каттон назначили сценаристом сериала, что стало необычным решением. Она написала сотни черновиков пилотного эпизода, в конце 2015 года BBC закрыла проект, но Каттон ещё раз переписала сценарий, радикально изменив сюжет. В середине 2016 года сериал «Светила» был, наконец, официально заказан.
Режиссёром проекта стала Клэр Маккарти. Производством занимались компании Working Title Television и Southern Light Films совместно с TVNZ, Fremantle и Silver Reel при финансовой поддержке Новозеландской комиссии по кинематографии. Каттон выступала в роли шоураннера. Съёмки проходили во многих местах Новой Зеландии, в том числе (по настоянию Каттон) на западном побережье, которое отличается уникальной флорой и фауной.
Премьера «Светил» состоялась на телеканале TVNZ 1 17 мая 2020 года. С того же дня шоу было доступно на стриминговом сервисе TVNZ. В Великобритании оно изначально предназначалось для показа на BBC Two, но показали его на BBC One (21 июня 2020). Телеканал Starz транслировал «Светила» в США с 14 февраля 2021 года.

## Оценки
Первые отзывы в Великобритании были довольно положительными. При этом рецензия Times оказалась нейтральной, но содержала похвалы в адрес актёра Ива Хьюсона. Обозреватель The Telegraph назвал «Светила» скучным и устаревшим зрелищем и пожаловался на неоправданно тусклое освещение. О том же недостатке, по данным BBC News, писали в социальных сетях и многие рядовые зрители.
На сайте-агрегаторе отзывов Rotten Tomatoes сериал получил рейтинг одобрения в 65 % на основе 31 отзыва со средним значением 6,3 из 10. Согласно критическому консенсусу этого сайта, «Светилам» «не хватает стиля и характера».
На церемонии вручения премии New Zealand Television Awards 2020 «Светила» заняли первое место по числу номинаций: их было 14. Сериал получил множество наград: за лучший сценарий (Кэттон), за лучшую режиссуру (Маккарти), за лучшую мужскую роль (Химеш Патель), за лучшую операторскую работу, лучший дизайн постановки, лучший дизайн костюмов, лучший грим и лучший пост-продакшн.